# الركب حتى الأرض الأم (كتاب)
يعتبر كتاب الركب حتى الأرض الأم Knees Up Mother Earth الكتاب السابع لروبرت رانكين في (ثلاثية برينتفورد)، كما ويعتبر الكتاب الثاني في ثلاثية The Witches of Chiswick.

## حقائق عن الكتاب
الكتاب يسلط الضوء على جهود "جيم بوولي" و "جون أومالي" في إنقاذ ملعب نادي برينتفورد لكرة القدم من الهدم على إثر تعرضه في ذلك الوقت لمؤامرات شيطانية كان هدفها التخريب.  تستند العديد من الأحداث الواردة في الكتاب إلى حملات حقيقية، كان للكاتب "رانكين" دور كبير في التصدي لها، ومنها إنقاذ أرضية الملعب من محاولات شرائها من قبل شركات التطوير العقاري. اقتبس العنوان من الألبوم الأول لـ Knights Of The Occasional Table، والذي صدر عام 1993. وهو أيضًا مقتبس من الأغنية الشهيرة "Knees Up Mother Brown".